# Aeropuerto Internacional de Bamako-Sénou
El Aeropuerto Internacional de Bamako Senou (IATA: BKO, OACI: GABS) es el principal aeropuerto de Malí en Bamako, la capital de Malí en el Oeste de África. 

## Ubicación
Se encuentra a unos 15 km al sur de Bamako dentro de los límites del distrito de Bamako. Fue abierto al tráfico en 1974. 

## Tráfico
El número de pasajeros se ha incrementado de 403.380 pasajeros en 1999, a 423.506 en 2003, 486.526 en 2004, y 516.000 en 2005.  Se pretende alcanzar los 900.000 en 2015.

## Aerolíneas y destinos
| Aerolíneas          | Destinos                             |
| ------------------- | ------------------------------------ |
| Air Algérie         | Argel                                |
| Air Burkina         | Uagadugú                             |
| Air France          | París                                |
| Air Ivoire          | Abiyán                               |
| Ethiopian Airlines  | Adís Abeba, Dakar                    |
| ASKY Airlines       | Conakri, Lomé                        |
| Kenya Airways       | Dakar, Nairobi                       |
| Mauritania Airlines | Abiyán, Cotonú, Dakar, Nuakchot      |
| Royal Air Maroc     | Casablanca                           |
| Senegal Airlines    | Dakar, Uagadugú                      |
| Tunisair            | Dakar, Túnez (Directo o vía DKR)     |
| Turkish Airlines    | Niamey, Estambul (Directo o vía NMY) |